# Strafe (Fernsehserie)
Strafe ist eine deutsche Kriminalserie, die am 28. Juni 2022 auf RTL+ veröffentlicht wurde. Die sechsteilige Anthologie-Serie beruht auf dem gleichnamigen Kurzgeschichtenband von Ferdinand von Schirach, der 2018 erschien, und folgt in jeder Episode einer eigenen Handlung.

## Hintergrund
In Strafe werden sechs unabhängige Kurzgeschichten aus dem gleichnamigen Buch aus 2018 von Ferdinand von Schirach erzählt. Die Folgen widmen sich jeweils einer Geschichte aus dem Bereich Kriminalverfolgung und Justiz. Strafe (2018) ist der finale Teil der Kurzgeschichtentrilogie von Ferdinand von Schirach, die außerdem aus Schuld (2010) und Verbrechen (2009) besteht. Die Verfilmung des Buchs wurde als Anthologie geplant, in der jede Folge von anderen Regisseuren umgesetzt wird.

## Episodenliste
| Nr. (ges.) | Nr. (St.) | Deutscher Titel    | Originaltitel      | Regie               | Drehbuch            |
| --- | --------- | ------------------ | ------------------ | ------------------- | ------------------- |
| 1 | 1         | Der Taucher        | Der Taucher        | Oliver Hirschbiegel | Oliver Hirschbiegel |
| In der bayrischen Provinz lebt ein Ehepaar ein christlich geprägtes Leben. Plötzlich kommt der Mann infolge eines sexuellen Fetischs zu Tode. Unklar ist jedoch die Rolle der Frau dabei.                                                        |           |                    |                    |                     |                     |
| 2 | 2         | Die Schöffin       | Die Schöffin       | Mia Spengler        | Mia Spengler        |
| Es geht um den Prozess einer Frau gegen ihren gewalttätigen Ehemann. Eine Aussage rührt eine Schöffin zu Tränen, was ihr als Befangenheit ausgelegt wird, sodass der Angeschuldigte freikommt.                                                   |           |                    |                    |                     |                     |
| 3 | 3         | Der Dorn           | Der Dorn           | Hüseyin Tabak       | Hüseyin Tabak       |
| Eine antike Marmorstatue mit dem Titel „Der Dornauszieher“ wird über lange Zeit vom gleichen Museumswächter bewacht. Dieser empfindet die Statue als verstörend und verliert über die intensive Auseinandersetzung mit ihr beinahe den Verstand. |           |                    |                    |                     |                     |
| 4 | 4         | Das Seehaus        | Das Seehaus        | Patrick Vollrath    | Patrick Vollrath    |
| In der bayrischen Idylle steht ein Seehaus, das einem älteren Mann, der hier zurückgezogen lebt, alles bedeutet. Seine Idylle wird gestört, als er neue Nachbarn bekommt und er gegen sie vorgeht.                                               |           |                    |                    |                     |                     |
| 5 | 5         | Ein hellblauer Tag | Ein hellblauer Tag | David Wnendt        | David Wnendt        |
| Nachdem eine Frau für den Mord an ihrem Kind jahrelang im Gefängnis sitzt, kehrt sie heim zu ihrem Mann. Im Gefängnis musste sie jedoch erkennen, dass ihr Mann für den Tod des Kindes verantwortlich ist.                                       |           |                    |                    |                     |                     |
| 6 | 6         | Subotnik           | Subotnik           | Helene Hegemann     | Helene Hegemann     |
| Eine deutsch-türkische Anwältin verteidigt in ihrem ersten Fall einen Menschenhändler und erwirkt einen Freispruch für ihn, der nicht folgenlos bleibt.                                                                                          |           |                    |                    |                     |                     |

## Produktion
Strafe ist eine Produktion von Moovie für RTL+, die im Juni 2022 erschien. Produzent ist Oliver Berben, der die Idee zur Serie gemeinsam mit Ferdinand von Schirach entwickelte. Jede Folge wurde von anderen Regisseuren umgesetzt, unter anderem von Helene Hegemann und David Wnendt. Die Serie wurde unter anderem vom FilmFernsehFonds Bayern und vom Medienboard Berlin-Brandenburg gefördert.

## Rezeption
Die Serie erhielt internationale Aufmerksamkeit für ihre Konzeption als Anthologie. Die Folgen „Der Dorn“ und „Der Taucher“ liefen außerdem auf dem Canneseries Festival 2022, ohne jedoch eine Auszeichnung zu erhalten.
Die Kinozeitschrift Cinema lobt die schauspielerischen Leistungen und beurteilt die Serie als „grandios“.